# Hypothyris philidas
Hypothyris philidas är en fjärilsart som beskrevs av Frederick DuCane Godman och Osbert Salvin 1880. Hypothyris philidas ingår i släktet Hypothyris och familjen praktfjärilar. Inga underarter finns listade i Catalogue of Life.